# Печатка Вермонту
Печатка Вермонту —  один з державних символів американського штату Вермонт, використовується для засвідчення офіційних документів.
На печатці зображена 14-гілляста сосна, що височіє над лісом, з двома снопами вгорі. 14 гілок символізують тринадцять колоній і Вермонт, який увійшов у союз чотирнадцятим штатом. Також на печатці праворуч є корова, яка символізує історію молочного скотарства у Вермонті. На верхній частині печатки є хвилясті лінії, які, можливо, втілюють хмари. Вважається, що дві хвилястих лінії також можуть символізувати річку Коннектикут та озеро Шамплейн, східні та західні кордони Вермонту. Уривок «Свобода і єдність» — девіз штату Вермонт — розташований під назвою штату. Уперше печатку використав уряд незалежної Республіки Вермонт, оскільки вона існувала до прийняття у союз.
Більш натуралістичне та колоритне арматурне зображення елементів печатки можна побачити на гербі штату Вермонт, який є на прапорі штату Вермонт. Він також використовується на фірмових бланках та на вивісках державних будівель, мостах та в приймальних центрах Вермонту.